# لويس-فيليب برودور
لويس-فيليب برودور هو محامي وقاضي وسياسي كندي، ولد في 21 أغسطس 1862 في بيل أوي، كيبك في كندا، وتوفي في 1924 في Sillery, Quebec City ‏ في كندا. نشط حزبياً في الحزب الليبرالي الكندي. وقد انتخب Lieutenant Governor of Quebec ‏ (31 أكتوبر 1923 – 2 يناير 1924) وانتخب justice of the Supreme Court of Canada ‏ (11 أغسطس 1911 – 9 أكتوبر 1923).